# Stanisław Jóźwiak (poseł)
Stanisław Jóźwiak (ur. 16 września 1892 w Poznaniu, zm. 24 października 1964 w Londynie) – polski działacz polityczny o orientacji narodowej, poseł na Sejm V kadencji w okresie II Rzeczypospolitej oraz do I i II Rady Narodowej Rzeczypospolitej Polskiej.

## Życiorys
W trakcie I wojny światowej służył w armii niemieckiej, zaś od lipca 1918 był członkiem POW i uczestniczył w powstaniu wielkopolskim. Od 1922 był właścicielem poznańskiej firmy „Tekstyl” jednocześnie działając między innymi w Stowarzyszeniu Kupców Chrześcĳan, Związku Obrony Przemysłu Polskiego oraz Związku Popierania Polskiego Stanu Posiadania. W latach 1938–1939 był posłem na Sejm V kadencji z list Obozu Zjednoczenia Narodowego. Był również sympatykiem, a prawdopodobnie także członkiem Obozu Narodowo Radykalnego. Po agresji III Rzeszy na Polskę, uczestniczył w polskiej wojnie obronnej września 1939 po, której przez Węgry i Francję przedostał się w 1940 do Wielkiej Brytanii. W latach 1939–1945 był posłem do I i II Rady Narodowej Rzeczypospolitej Polskiej jako bezpartyjny przedstawiciel środowisk narodowych (identyfikowano go z ONR pomimo iż nie posiadał legitymizacji działającej w kraju tzw. Grupy Szańca wywodzącej się ze środowiska ONR ABC). Po zakończeniu II wojny światowej pozostał na emigracji. Od 1947 związany był ze Stronnictwem Pracy.

## Ordery i odznaczenia
- Srebrny Krzyż Zasługi (24 grudnia 1928)[2]